# Sołotwyno
Sołotwyno (ukr.  i rusiń. Солотвино, rum. Slatina, ros. Солотвина, cz.  i słow. Slatinské Doly, węg. Aknaszlatina i Faluszlatina) – miasteczko (osiedle typu miejskiego) w rejonie tiaczowskim obwodu zakarpackiego Ukrainy. Leży na północnym brzegu granicznego odcinka górnej Cisy, naprzeciw rumuńskiego miasta Sighetu Marmației, na wysokości 283 m n.p.m.
Sołotwyno jest największą pośród miejscowości zamieszkanych na Zakarpaciu przez Rumunów, który do dziś stanowią na tyle dużą część mieszkańców, że uzasadnia to dwujęzyczność miasteczka. Przez Sołotwyno przebiega linia kolejowa z Tereswy do Wełykoho Byczkiwa i regionalna droga R03 z Mukaczewa do Rohatyna.

## Historia

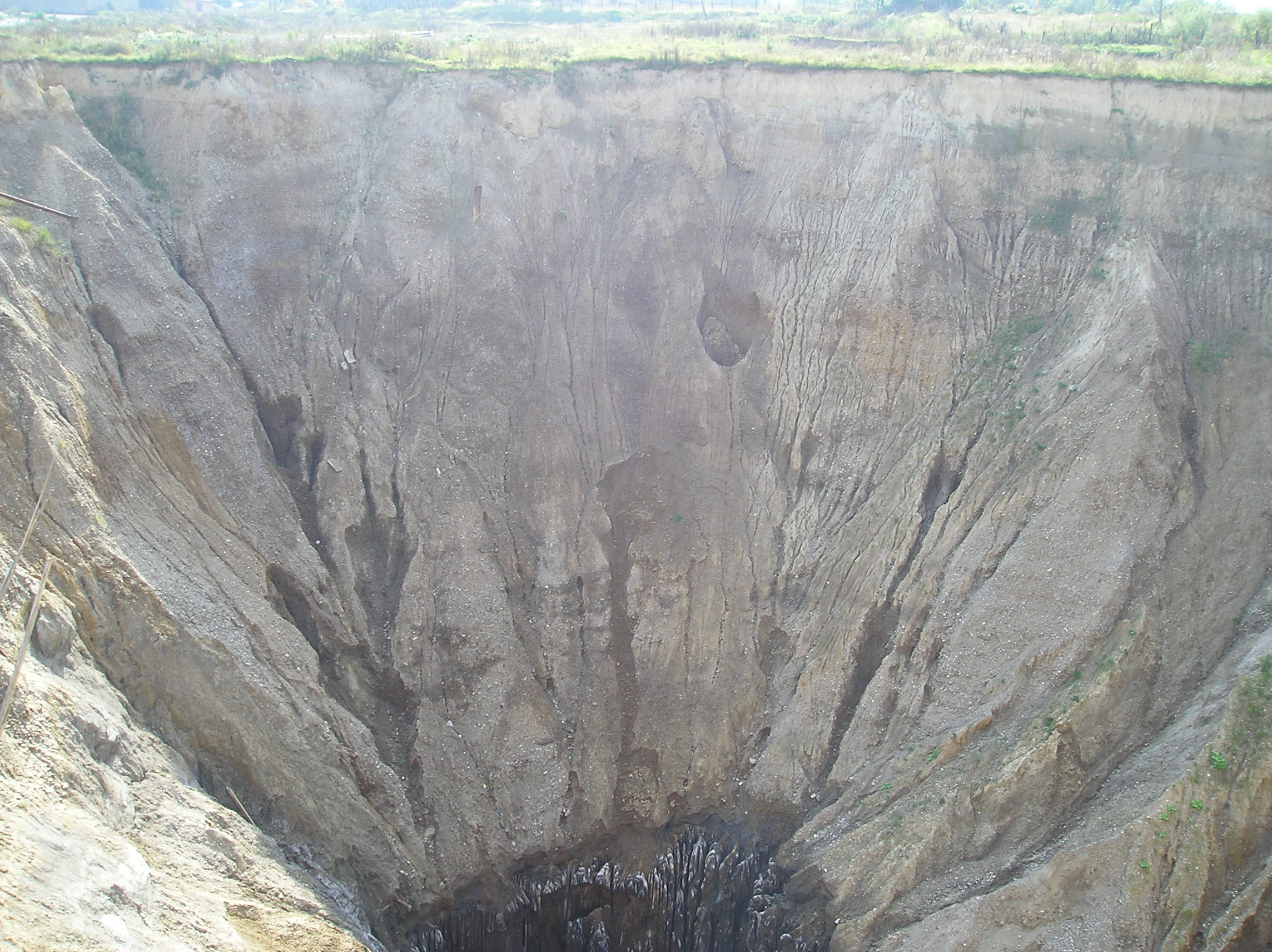
Opuszczona kopalnia soli

Decydujący wpływ na rozwój Sołotwyna wywarły wielkie złoża soli kamiennej, eksploatowane już w starożytności (zob. kopalnie soli w Sołotwynie). Ślady osadnictwa (dwa grodziska na zachód od miasta) pochodzą już z I–II wieku p.n.e. Dzisiejsze Sołotwyno zostało założone w XIII wieku. Sąsiadujące wsie Aknaszlatina i Faluszlatina po II wojnie światowej zostały połączone w jedno osiedle. Przemysłowe wydobycie soli rozpoczęło się w połowie XVIII wieku i trwało do 2010 roku; prowadził je państwowy kombinat Ukrsolprom. W szczytowym okresie – w latach 70. XX wieku – wydobycie soli sięgało 451 tys. ton rocznie i stanowiło 10% produkcji całej Ukrainy. W końcowym okresie było wielokrotnie niższe. Złoża soli ocenia się na 30 milionów ton, a objętość całego sołotwińskiego słupa solnego na kilka km³.
W jednej z sołotwińskich kopalni znajdują się obecnie laboratoria badawcze ukraińskiej akademii nauk oraz, od 1968, podziemny szpital alergologiczny.
W 1989 liczyło 9651 mieszkańców.
W 2013 liczyło 8955 mieszkańców.
Na zachód od miasta leżą słone jeziorka, wykorzystywane w celach rekreacyjnych.

## Galeria

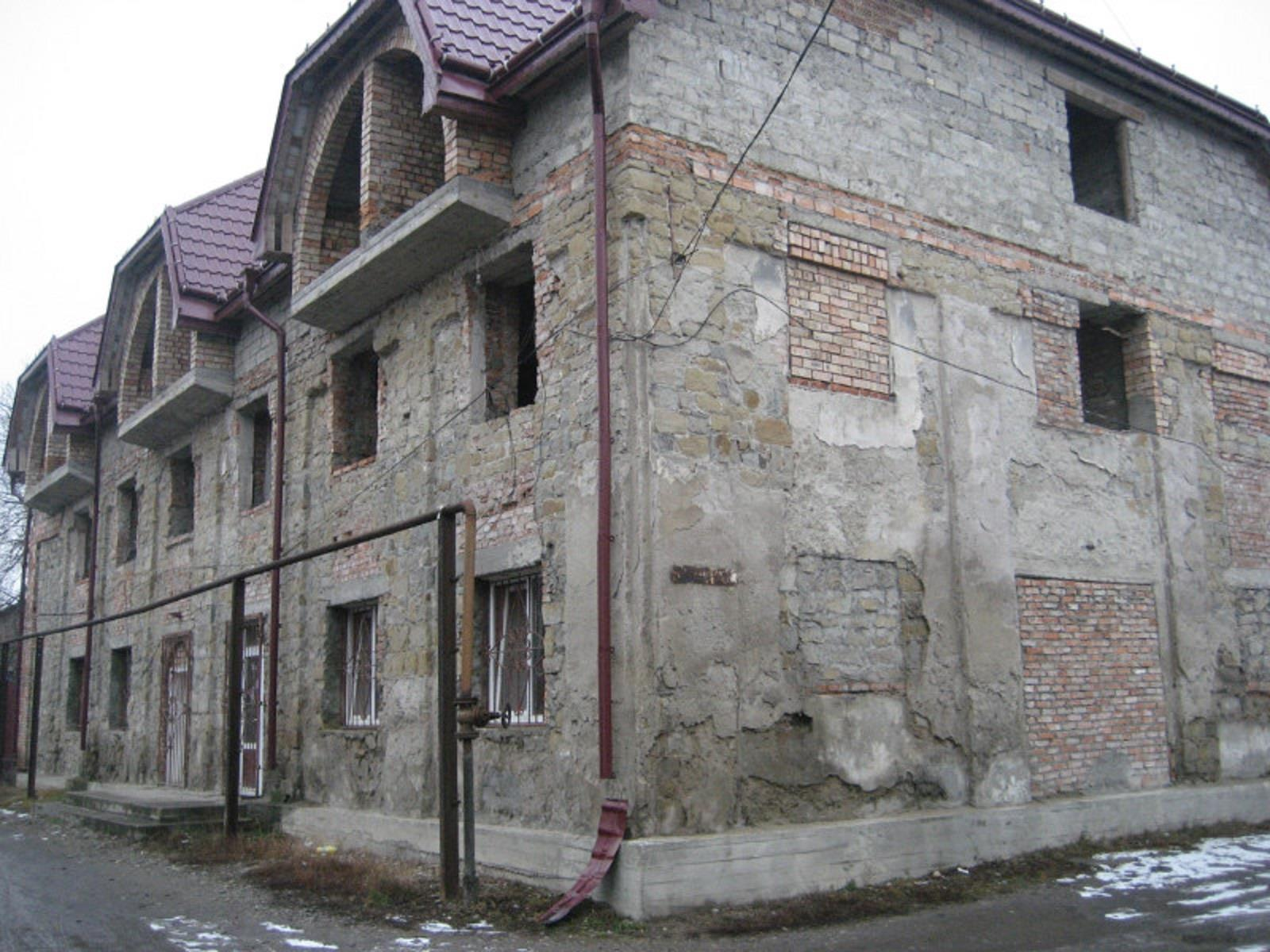
Dawna synagoga
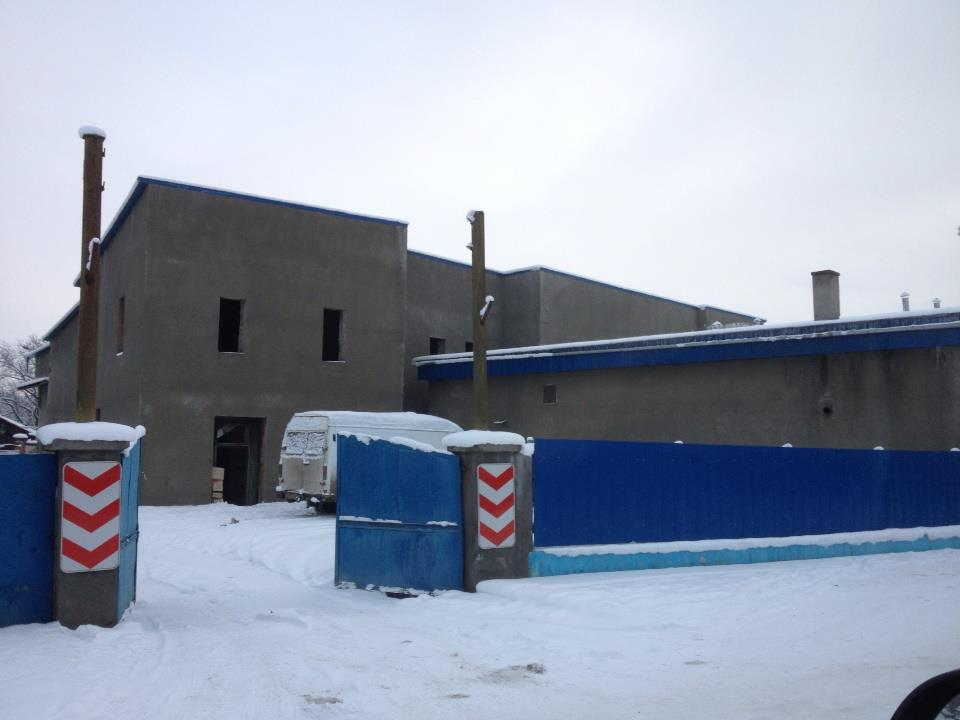
Dawna synagoga
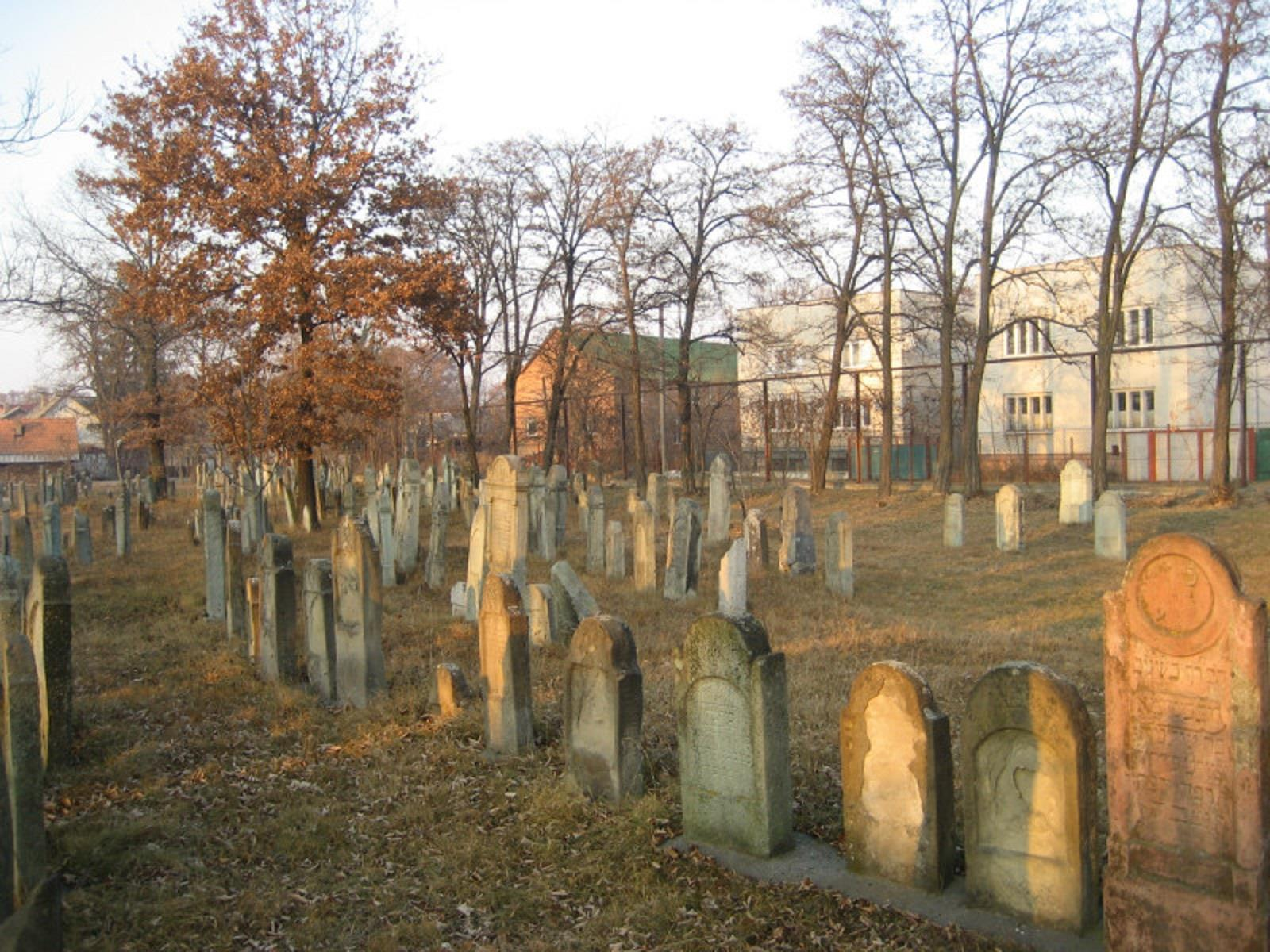
Stary cmentarz żydowski
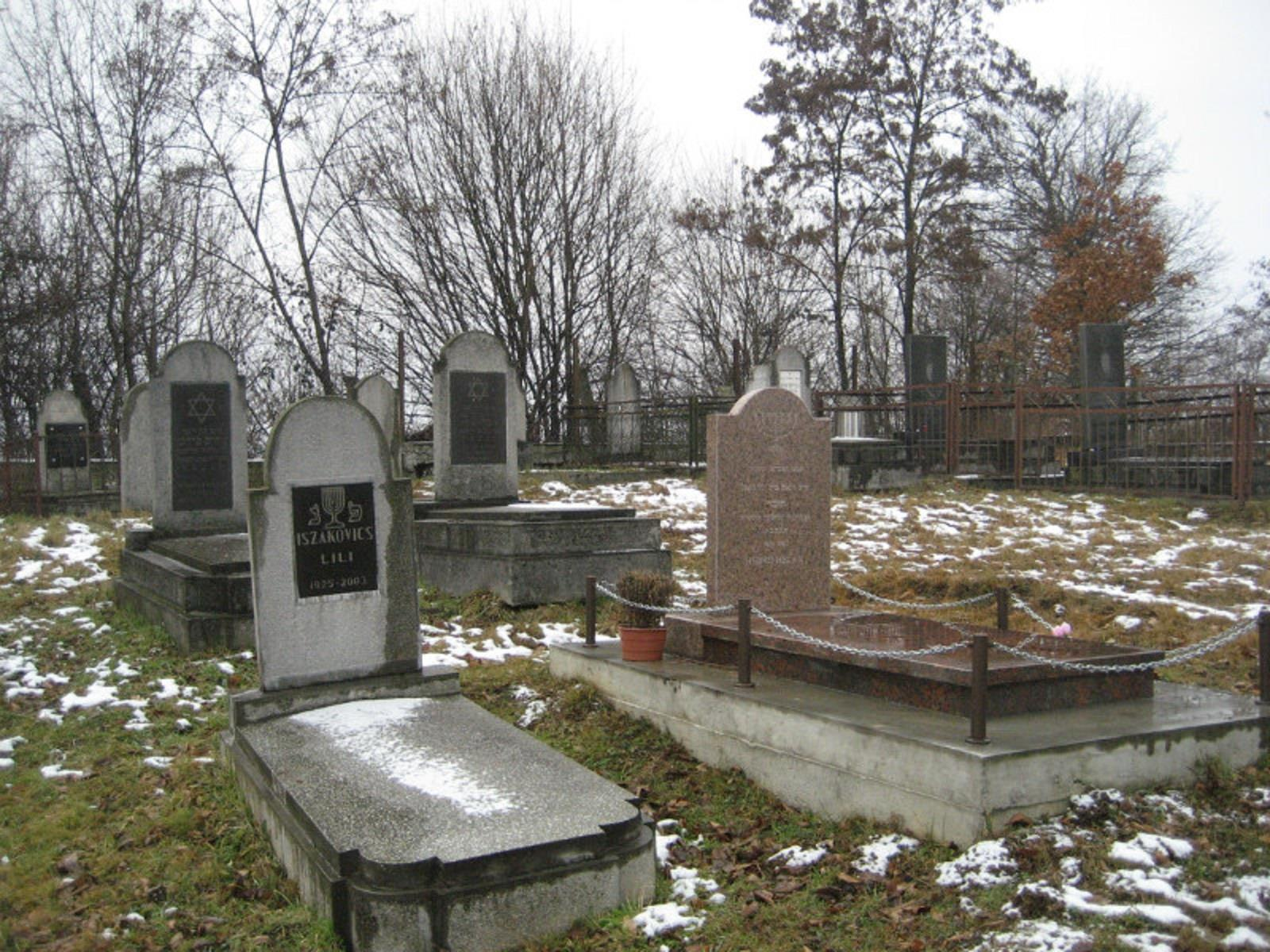
Nowy cmentarz żydowski